# 6920 Esaki
6920 Esaki este un asteroid din centura principală, descoperit pe 14 mai 1993, de Kin Endate și Kazuo Watanabe.